# 內氏紋胸鮡
內氏紋胸鮡，為輻鰭魚綱鯰形目鮡科的其中一種，為亞熱帶淡水魚類，分布於亞洲巴基斯坦淡水流域，體長可達5公分，棲息在底層水域，生活習性不明。

## 扩展阅读
維基物種上的相關：內氏紋胸鮡